# Кукуряк
 Тази статия е за растението.  За селото в Южна България вижте Кукуряк (село).  
Кукурякът (Helleborus) е род диви и градински цветя от семейство Лютикови (Ranunculaceae), разпространени в Европа и Средна Азия.
Кукуряците са група малки многогодишници, които са популярни и се отглеждат от дълбока древност, често се споменават в различни легенди. Присъстват още в древногръцката и римската литература, а в средновековието са масово култивирани като лечебни растения – срещат се огромни колонии покрай изоставени и рушащи се манастири. Кукурякът съдържа голяма група алкалоиди – амотиди, част от които са отровни при поглъщане в големи количества. Тези алкалоиди, извлечени от растенията, и до днес се използват в хомеопатията и народната медицина.

## Видове
Хелеборусът все повече набира популярност като градинско растение, а най-голямото предимство на този вид е фактът, че цъфти през зимата – от декември до март. Кукурякът също е наричан коледна роза, но има и сортове с цъфтеж през април-май.
- Helleborus foetidus
- Helleborus niger – Черен кукуряк
- Helleborus orientalis – Розов кукуряк
- Helleborus purpurascens
- Helleborus viridis – Зелен кукуряк

Основно се делят на две големи групи – стъблени и безстъблени видове, отделно има разработени и много модерни сортове кукуряк, преобладаващи предимно от безстъблената група.
- Ботанически илюстрации
- черен кукуряк
- розов кукуряк
- зелен кукуряк

## Класификация
- Helleborus argutifolius Viv. – Холи кукуряк
- Helleborus bocconei Ten. — Чемерика Боконе
- Helleborus croaticus Martinis
- Helleborus dumetorum Waldst. & Комплект. – Храст кумерика
- Helleborus foetidus L. – Воняща чемерика
- Helleborus lividus Aiton – Синя кукуряка
- Helleborus × mucheri Rottenst.
- Helleborus multifidus Vis. — Чемерика многостранна
- Helleborus niger L. – Черен кукуряк
- Helleborus odorus Waldst. & Комплект. – Ароматна чемерика
- Helleborus odorus subsp. cyclophyllus (A. Braun) Strid
- Helleborus orientalis Lam. – източен кукуряк
- Helleborus orientalis subsp. abchasicus (A.Braun) B.Mathew – абхазки кукуряк
- Helleborus purpurascens Waldst. & Комплект. – Зачервяване на кукуряк
- Helleborus serbicus Adamovic
- Helleborus thibetanus Franch.
- Helleborus vesicarius Aucher ex Boiss.
- Helleborus viridis L. – Зелен кукуряк

## Хибридни форми
Случайното и умишлено кръстосване на Helleborus orientalis с някои други сродни видове и подвидове значително разшири цветовата гама на цветята, която сега обхваща сиво, почти черно, наситено лилаво и слива, пищно карамфилово червено, жълто, бяло и зелено. Външната повърхност на чашелистчетата често има зеленикав оттенък, който става по-изразен с възрастта на цветето; отделни цветя често остават на растението за месец или повече. Вътрешната повърхност на чашелистчетата може да бъде маркирана с вени, точки или розови, червени или лилави петна. Много популярен, например, е сортът Picotee, чиито светли чашелистчета имат тесни ръбове с по-тъмен цвят, или тези сортове, чиито тъмни нектарници контрастират със светли чашелистчета.
Напоследък са развъждани растения с двойни и анемонови цветя. Колкото и да е странно, за тази цел беше необходимо да се обърне еволюционният процес, под влиянието на който истинските венчелистчета на чемерика се прераждат в нектари; сега нектариите стават материал за допълнителни венчелистчета на двойни, полу-двойни и анемонови цветя.
Полу-двойните цветя имат един или два допълнителни реда венчелистчета; Тери – повече. Техните вътрешни венчелистчета обикновено са много подобни на външните венчелистчета по цвят и форма. Често те са с еднаква дължина, въпреки че могат да бъдат малко по-къси и по-тесни, вълнообразни или плисирани. Цветята на анемоните, за разлика от тях, са с форма на чаша и имат не повече от пет външни венчелистчета в пръстен, обграждащ много по-къси и извити допълнителни венчелистчета (понякога с форма на фуния – междинна връзка между венчелистчетата и нектарите), които могат да се различават по цвят от външните венчелистчета. Тези къси, допълнителни венчелистчета (понякога известни като „нектари с венчелистчета“) падат след опрашване.

## Междувидови хибриди
Градинарите са създали и хибриди между по-отдалечени видове. Най-ранният вероятно е бил Helleborus × nigercors, хибрид на Helleborus niger и Helleborus argutifolius (по-рано наричан Helleborus lividus subsp. corsicus или Helleborus corsicus), създаден през 1931 г. Helleborus × sternii, хибрид на Helleborus argutifolius и Helleborus lividus, демонстриран за първи път през 1947 г. , кръстен на известния британски градинар сър Фредерик Стърн. През последните години в Обединеното кралство бяха създадени интересни хибриди между Helleborus niger и Helleborus thibetanus (Helleborus „Pink Ice“) и между Helleborus niger и Helleborus vesicarius (Helleborus „Briar Rose“). Градинарската стойност на тези хибриди се тества.

## Отглеждане
Кукуряците са крайно непретенциозни растения и са лесни за отглеждане. Издържат и на пълна сянка, но малко сутрешно или следобедно слънце значително подобрява цъфтежа. Не са капризни в изискванията си към почвите, но предпочитат да са богати и добре дренирани. Силно издръжливи са на суша, но виреят добре и в по-влажни условия. Трудно се размножават – семената се нуждаят от поне от година за да покълнат, дават много големи отклонения от родителските форми, а вегетативното деление на туфата е непрактично, тъй като бавно нарастват и формират колонии. Затова основно се практикува тъканно размножаване. От зона 6 нагоре са вечнозелени растения, но е добре през пролетта старите листа да се изрязват, за да може по-добре да се види цъфтежът.

## Приложение в декоративното градинарство
Чемериката се отглежда широко в градините както като лечебно, така и като декоративно растение. Градинарите особено ценят тяхната устойчивост на замръзване, зимен и ранен пролетен цъфтеж и вечнозелена зеленина.
Традиционен фаворит в градината е коледната роза Hellebore (Helleborus niger): нейните снежнобели цветя (често порозовяващи с възрастта) се отварят в средата на зимата. Има много сортове с големи, двойни или розови цветове.
Най-популярната чемерика в градинарството несъмнено е Helleborus orientalis и нейните цветни хибриди (Helleborus × hybridus). В централна Русия те цъфтят в самото начало на март и служат като ярко декоративен миксбордер в сенчести места между храсти и под дървета.

## Фолклор и история на употреба
В народната медицина два вида чемерика са признати за лечебни: черна, която включва различни видове чемерика, и бяла, сега известна като бяла чемерика (Veratrum album (англ.) руски, „фалшива чемерика“). Въпреки че последният е силно токсичен и съдържа вератрин и тератогените циклопамин и йервин, се смята, че това е чемериката, използвана от Хипократ като очистително средство. Черната чемерика (Helleborus niger) е била използвана от древните за парализа, подагра и други заболявания, особено лудост. Черната чемерика също е отровна, причинява шум в ушите, световъртеж, изтръпване, жажда, чувство на задушаване, подуване на езика и гърлото, повръщане и прочистване на червата, забавяне на пулса и накрая колапс и смърт от сърдечен арест.
Hellebore е заобиколен от легенди; смята се, че може да призовава демони. Helleborus niger, обикновено наричан „Коледната роза“, е бил почитан заради стара легенда, която разказва как разцъфнал в снега от сълзите на младо момиче, което нямало какво да даде на Младенеца Христос във Витлеем. В гръцката митология Меламп използвал чемерика, за да спаси дъщерите на цар Аргос от лудостта, причинена от Дионис, който ги накарал да тичат голи из града, крещящи, кряскащи и плачещи.
По време на обсадата на Кира през 585 г. пр.н.е. н.е., според слуховете чекурката е била използвана от гръцките обсадители за отравяне на водоснабдяването на града. Обсадените бяха толкова отслабени от диария, че не успяха да защитят града от нападение.
Някои историци смятат, че Александър Велики е починал поради свръхдоза чемерика, с която се е опитал да се излекува.

## Други
На кукуряка е наречена улица в квартал „Овча купел“ в София (Карта).